# Slavko Vinčić
Slavko Vinčić (Maribor, 25 novembre 1979) è un arbitro di calcio sloveno.

## Carriera
Nato a Maribor nel 1979, ha diretto la sua prima partita nel maggio 2007, valida per la Prva slovenska nogometna liga; mentre nella stagione 2008-2009 è entrato a far parte della rosa regolare degli arbitri della massima divisione slovena.
Nel marzo 2010 fa il suo debutto internazionale, venendo chiamato a dirigere una partita tra le selezioni Under-17 di Galles e Turchia, valida per le qualificazioni all'europeo Under-17 di quell'anno. Sempre nello stesso anno debutta in UEFA Europa League dirigendo una gara del primo turno di qualificazione tra Fylkir e Tarpeda Žodzina; mentre nel novembre 2011 dirige la prima gara tra nazionali maggiori, in occasione dell'incontro amichevole tra Macedonia del Nord e Albania (0-0).
Dalla sua nomina ad arbitro internazionale, Vinčić è stato nominato per diversi tornei, supportando il suo connazionale Damir Skomina come giudice di porta agli europei del 2012 e del 2016, in un totale di sei gare.
Nel giugno 2017 è chiamato a dirigere agli europei Under-21 del 2017.
Il 30 aprile 2018 è stato designato come addizionale per la semifinale di UEFA Champions League 2017-2018 tra Roma e Liverpool assieme a Damir Skomina e Matej Jug.
Il 21 aprile 2021 viene chiamato a dirigere gli europei del 2021 con Tomaž Klančnik e Andraž Kovačič come assistenti. Nella competizione dirige tre gare: due della fase a gironi (Spagna-Svezia e Svizzera-Turchia) e un quarto di finale (Belgio-Italia), fornendo buone prestazioni.
L'11 maggio 2022 viene designato per dirigere la finale di Europa League Eintracht Francoforte-Rangers.
Il 23 aprile 2024 la UEFA lo ha convocato per il campionato d'Europa 2024 in Germania, agli assistenti Tomaž Klančnik e Andraž Kovačič, al VAR Nejc Kajtazović, ed ai colleghi Rade Obrenović e Jure Praprotnik nel ruolo di quarto ufficiale o riserva di assistente arbitrale.
Il 13 maggio 2024 viene designato per dirigere la finale di Champions League Borussia Dortmund-Real Madrid.

## Controversie
Il 28 maggio 2020, nel corso di un'indagine legata alla prostituzione, viene arrestato dalla polizia slovena mentre si trovava in un casolare a Bijeljina, Bosnia ed Erzegovina.
Trattandosi di un errore giudiziario, venne rilasciato subito dopo l'arresto in quanto totalmente estraneo ai fatti, riferendo in seguito di essersi trovato lì perché invitato a cena, ignaro della situazione circostante.